# 北港碧水寺
23°35′04″N 120°18′00″E / 23.584329°N 120.300114°E
北壇碧水寺，又稱新街碧水寺、北港碧水寺，是位於臺灣雲林縣北港鎮新街里的觀音寺，曾為三級古蹟，也是臺灣第一間被法院拍賣的寺廟。

## 沿革
北壇碧水寺建於乾隆十五年（1750年），占地約五百坪。笨港在航道淤積前，舟楫頻繁，吸引外地商賈前來，有些外地客因此客死此地，依習俗靈柩不能進城，就只能暫奉在城外的此寺等待移靈或塵歸臺灣。漢人習俗會在重要城鎮郊外設置郊壇，接引外地人移靈返鄉，在雲嘉的例子就有冠為「北壇」的此寺與「南壇」的水月庵。
嘉慶年間碧水寺遭洪水毀去，當時嘉慶八年（1803年）笨港溪洪水也使得笨港水仙宮遭毀。道光年間，碧水寺再遭洪水沖毀，於1932年4月14日，鎮民蔡老福將新街段一八六號土地借給碧水寺重建。

## 祭祀
北壇碧水寺主祀觀音佛祖與大眾爺，以農曆五月二十五日為廟慶日。
該寺與水月庵也是古笨港的南北界線，作為每年農曆三月十九日北港朝天宮出巡時的兩端。北港媽祖出巡時，依例參加的轎班共有十二班，其中就包括碧水寺，其餘有虎爺會、金垂髫轎班會、金福綏轎班會、金瑞昭轎班會、金順盛轎班會、金順安轎班會、金盛豐轎班會、金安瀾轎班會、金豐隆轎班會、金順崇轎班會、小西天崇佛會等

## 法拍
蔡老福的土地由兒子蔡然煌與蔡然銘繼承。1989年，蔡然銘訴請雲林地方法院要求碧水寺拆屋還地，經法院判決確定，當時碧水寺的法定代理人吳也合與蔡然銘達成和解，由碧水寺以每坪八萬元購買該筆土地，並先付定金十萬元。
1991年農曆正月初三廟身與神像因電線走火而燬，遂失去三級古蹟資格。重建前，地主蔡然煌要求廟方購買所佔的二十六坪私有地，於是寺方支付十萬元訂金並計畫以每坪約八萬元合計兩百零八萬元購地。碧水寺主任委員蔡德村認為廟地經建廟五十年以上，蔡然煌於法定期間內既未行使請求權，則請求權已歸消滅，自無再行求償之理，但1996年敗訴而被法拍。當法院公告拍賣的六個月期間，寺方未向法院提出購買要求，致法院判定地主以一百六十萬元承受。當時寺方香火已不盛，為一位七旬的湖南裔榮民彭昌銀義務看管，連每月二千多元的水電費都是他自掏腰包。2000年12月14日，雲林地方法院法官黃一馨會同警方進行強制清點。
由於新建的拜庭部分不在這次拍賣內，寺方依然於寺前祭拜，引起蔡然煌在2001年6月27日召開記者會抗議。7月3日，里長劉金樹處召集全體鄰長、社區理事長蔡鍚厚、代表會主席蔡銘唐、代表陳炳炎與各社團代表開會，除推舉代表會主席蔡銘唐任臨時主任委員之外，計畫在廟前加蓋新廟。7月14日，經蔡然煌同意，寺方將神像遷往臨時廟宇。8月29日，縣府宗教禮俗課長藍安在、代鎮長許永瑜、縣長秘書陳景初等人出席的協調會上，蔡然煌要求一千五百萬元精神賠償，另占用土地的購地款另外一次付清，否則不排除將報請建管單位，拆除寺方違建。
碧水寺是臺灣第一座被法拍的公廟，之前的例子有1999年已三次法拍的私廟三重慈聖宮。被法拍十多年來，雖然北港媽祖北巡儀式仍年年照常舉行，但碧水寺信徒對古廟長年大門深鎖，神明「落難」於鐵皮屋感到不安。藉由陳炳炎發起勸募，取得法拍得標人蔡然煌後代首肯，集資約千萬元，2017年初買回碧水寺並進行整修，於9月底完成修復。
2017年10月9日凌晨，寺方主委陳炳炎率眾委員迎神像安座，北港朝天宮董事長蔡咏鍀、立委張麗善與雲林縣社會處長徐忠徹、北港鎮長張勝智等受邀。

## 外部連結
北壇碧水寺粉絲專頁 （页面存档备份，存于）